# ريك شو
ريك شو (بالإنجليزية: Rick Shaw)‏ هو صحفي أمريكي، ولد في 1956.